# Longhe Shuiku
Longhe Shuiku (kinesiska: 泷河水库) är en reservoar i Kina. Den ligger i provinsen Shaanxi, i den nordvästra delen av landet, omkring 60 kilometer öster om provinshuvudstaden Xi'an. Longhe Shuiku ligger 399 meter över havet. Arean är 1,5 kvadratkilometer. Trakten runt Longhe Shuiku består till största delen av jordbruksmark. Den sträcker sig 3,1 kilometer i nord-sydlig riktning, och 0,8 kilometer i öst-västlig riktning.
Genomsnittlig årsnederbörd är 749 millimeter. Den regnigaste månaden är juli, med i genomsnitt 152 mm nederbörd, och den torraste är december, med 3 mm nederbörd.